# Тиберије Семпроније Лонг
Тиберије Семпроније Лонг (око 260 – 210. п. н. е.) био је римски конзул и војсковођа. Предводио је римску војску у бици код Требије.

## Биографија
Тиберије је за конзула изабран 218. године п. н. е. на почетку Другог пунског рата. Сенат га је послао на Сицилију одакле је требало да предузме поход на северну Африку. Напао је и заузео острво Малту. Међутим, даље акције прекинуо је картагински војсковођа Ханибал Барка наневши пораз Тиберијевом колеги Публију Корнелију Сципиону код Тицина. Тиберије је послат на север да се прикључи Публијевој војсци. Инсистирао је на отвореној бици са Ханибалом. Иако се битка код Требије завршила поразом Рима, Тиберије је заслужан за пробијање великог дела војске из клопке коју је Ханибал поставио. Године 215. п. н. е. Тиберије је поразио Ханонову војску у бици код Грументума. Умро је 210. п. н. е. 